# Васудева Датта
Васуде́ва Да́тта (IAST: Vāsudeva Datta) — индуистский кришнаитский святой, живший в первой половине XVI века в Бенгалии. Был одним из близких последователей Чайтаньи. Описывается, что однажды, преисполненный сострадания, Васудева Датта попросил, чтобы Чайтанья возложил на него грехи и карму всех душ во Вселенной и отправил его за это навечно в ад, позволив всем обитателям Вселенной достичь освобождения. По этой причине, в современном гаудия-вайшнавизме Васудеву Датту сравнивают с Иисусом Христом, в отличие от которого он, однако, не ставил никаких условий: «Кто поверует в Меня» и т. п.